# Phục Hòa
Phục Hòa là một huyện cũ thuộc tỉnh Cao Bằng, Việt Nam.

## Địa lý
Huyện Phục Hòa ở phía đông nam tỉnh Cao Bằng, có vị trí địa lý:
- Phía đông giáp huyện Hạ Lang và giáp Quảng Tây, Trung Quốc
- Phía tây giáp huyện Hòa An
- Phía nam giáp huyện Thạch An
- Phía bắc giáp huyện Quảng Uyên.

Đến năm 2019, huyện Phục Hòa có diện tích 251,67 km², dân số là 23.625 người, mật độ dân số đạt 93 người/km². Sông Bằng (Bằng Giang) bắt nguồn từ núi Nà Vài của Trung Quốc chảy qua Thủy Khẩu ở biên giới Phục Hòa vào Long Châu rồi nhập vào sông Tây Giang.
Trên địa bàn huyện có một cửa khẩu quốc tế giao thương Trung Quốc là cửa khẩu Tà Lùng.

## Lịch sử
Châu Phục Hòa thuộc tỉnh Cao Bằng được chính quyền thực dân Pháp thành lập vào năm 1893 trên cơ sở tách tổng Phục Hòa thuộc châu Thạch An và tổng Cách Linh thuộc châu Quảng Uyên.
Ngày 8 tháng 3 năm 1967, Hội đồng Chính phủ nước Việt Nam Dân chủ Cộng hòa ra Quyết định 27-CP sáp nhập hai huyện Phục Hòa và Quảng Uyên thành huyện Quảng Hòa.
Huyện Quảng Hòa tồn tại cho đến năm 2001 thì lại tách ra thành hai huyện là Phục Hòa và Quảng Uyên theo Nghị định 96/2001/NĐ-CP.
Khi tách ra, huyện Phục Hòa có thị trấn Tà Lùng và 8 xã: Cách Linh, Đại Sơn, Hòa Thuận, Hồng Đại, Lương Thiện, Mỹ Hưng, Tiên Thành, Triệu Ẩu. Huyện lỵ của huyện đặt tại xã Hòa Thuận.
Ngày 13 tháng 12 năm 2007, chuyển xã Hòa Thuận thành thị trấn Hòa Thuận, thị trấn huyện lỵ huyện Phục Hòa.
Ngày 10 tháng 1 năm 2020, Ủy ban Thường vụ Quốc hội ban hành Nghị quyết số 864/NQ-UBTVQH14 về việc sắp xếp các đơn vị hành chính cấp huyện, cấp xã thuộc tỉnh Cao Bằng (nghị quyết có hiệu lực từ ngày 1 tháng 2 năm 2020). Theo đó:
- Sáp nhập xã Triệu Ẩu và một phần diện tích, dân số của xã Hồng Đại thành xã Bế Văn Đàn
- Sáp nhập phần diện tích và dân số còn lại của xã Hồng Đại vào xã Cách Linh
- Sáp nhập xã Lương Thiện vào thị trấn Hòa Thuận.

Sau khi sắp xếp, huyện Phục Hòa có 2 thị trấn: Hòa Thuận (huyện lỵ), Tà Lùng và 5 xã: Bế Văn Đàn, Cách Linh, Đại Sơn, Mỹ Hưng, Tiên Thành.
Ngày 11 tháng 2 năm 2020, Ủy ban Thường vụ Quốc hội ban hành Nghị quyết số 897/NQ-UBTVQH14 về việc sắp xếp các đơn vị hành chính cấp huyện và đổi tên đơn vị hành chính cấp xã thuộc tỉnh Cao Bằng (nghị quyết có hiệu lực từ ngày 1 tháng 3 năm 2020). Theo đó, sáp nhập huyện Phục Hòa với huyện Quảng Uyên và xã Quốc Toản thuộc huyện Trà Lĩnh vừa giải thể để tái lập huyện Quảng Hòa.